# Мір-Джам
Міліца Яковлеич, псевдонім Мір-Джам (серб. кир.: Милица Јаковљевић, Мир-Јам; 22 квітня 1887 — 22 квітня 1952) — сербська письменниця й драматургиня, численні романи якої успішно адаптовані до популярних серіалів.

## Біографія
Міліца Яковлевич народилась 22 квітня 1887 року в Ягодіні. Вона жила в Крагуеваці, але після Першої світової війни переїхала до Белграда. Працювала журналісткою у «Beogradske Novosti», та у «Nedeljne Ilustracije». Опублікувала багато любовних історій та романів під псевдонімом Мір-Джам. Її твори — історії кохання, написані у мальовничому стилі, що приносить їй незмінну популярність донині. Цінність творів полягає в детальному та реалістичному відображенні повсякденного життя в Югославії між світовими війнами. Через це її прозвали сербською Джейн Остін.
Вона вільно володіла російською та французькою мовами. Часто писала про шлюб, сама ж не була одружена. Померла в Белграді 22 грудня 1952 року.
Роман Мір-Джам Ranjeni orao був адаптований в телесеріал режисера Здравко SOTRA і транслювався на РТС в період між 2008 і 2009. Невдовзі її книга «Незбориме серце» також була адаптована до малого екрану.

## Твори

### Романи
- Ranjeni orao[3] (Поранений орел)
- To je bilo jedne night na Jadranu (Одна ніч на Адріатичному морі)
- Nepobedivo srce (Непереможне серце)
- Otmica muškarca (Викрадення чоловіка)
- Greh njene majke
- U slovenačkim gorama (У словенських горах)
- Мала супруга (Маленька дружина)
- Samac u braku (Неодружений у шлюбі)
- Izdanci Šumadije (Витоки Сумадії)

### Збірки новел
- Дама у плаві
- Časna reč чоловіса (Чоловіче слово честі)
- Sve одна полівка Ljubav (Вони всі, як любов)
- Devojka sa zelenim ocima (Дівчина із зеленими очима)
- Prvi Sneg (Перший сніг)

### П'єси
- Тамо далеко (Десь далеко)
- Emancipovana porodica (Емансипована сім'я)